# Svabesholm

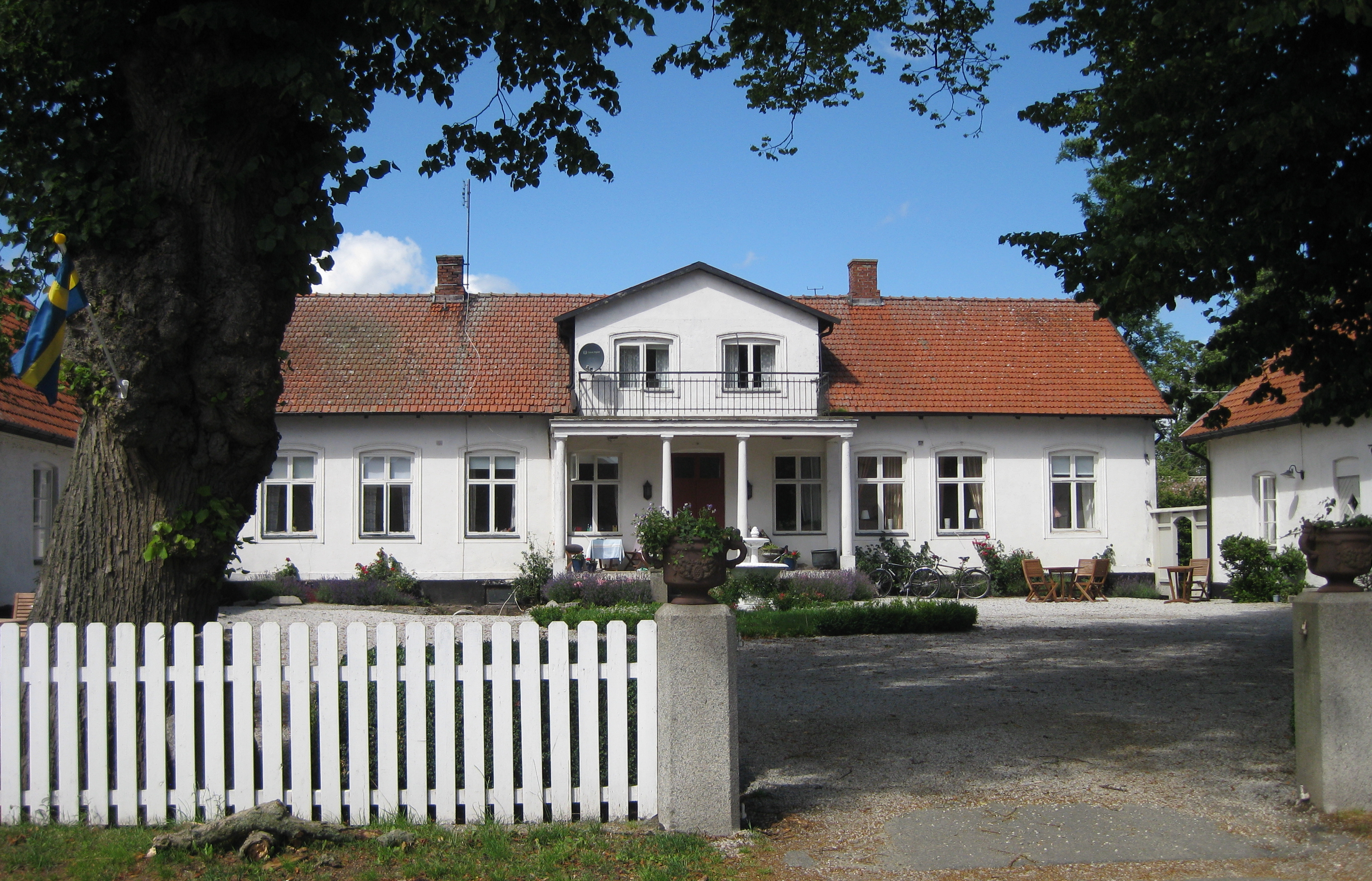
Svabesholm

Svabesholm är ett gods vid Stenshuvud i Södra Mellby socken i Simrishamns kommun i Skåne. 
Namnet Svavidsholm förekommer först 1625. Adelsmannen Mogens Svave tillskrevs denna gård i Mellby. År 1688 omnämns gården som kungsgård. Svavidsholm omfattade 4 hela hemman liksom i huvudsak hela Mellby socken. Grundstommen till Svabesholm erhöll Jesper Göje genom tre byten med kronan åren 1618–1621 som bland annat tillförde honom 9 gårdar i Svineberga by där gården anlades.
När Skånska Dragonregementet sattes upp år 1676 organiserades det i 8 kompanier eller skvadroner. Chefen för en av dessa enheter tilldelades Svabesholms gård. Denna gård var en av de gårdar som genom freden i Köpenhamn 1660 kommit i kronans ägo i utbyte mot den förlorade ön Bornholm. I drygt 150 år fram till 1834 fungerade Svabesholm som ryttmästareboställe, det vill säga att gårdens avkastning utgjorde kompanichefens lön i fredstid och bostad mellan fälttågen. Kompaniets numerär var 125 ryttare. Dessa kom från början utsocknes ifrån eftersom Karl XI med snapphanefejderna i friskt minne inte litade på skåningarna. Detta ledde till åtskilliga kontroverser mellan ortsbefolkningen och soldaterna.
Mangårdsbyggnaden byggdes senast upp efter brand år 1902. Måns Tufvesson såg till att den återuppbyggdes och hans namn finns på östra gaveln. Efter Måns övertog sonen Gustaf Tufvesson gården. Han gifte sig med Anna Reimers, som kom från den närbelägna gården Österrike. De fick 4 barn, Gunnar, Erik, Ove och Rut Valborg. Efter Gustavs död övertog Erik driften av Svabesholm.
År 1968 övertogs driften av gården av familjen Thuresson, Ravlunda. År 1991 friköptes gården. År 1996 köpte nuvarande ägare Anders Thuresson gården av sina föräldrar. Under våren 2003 restaurerades den västra flygeln som tidigare inrymt mejeri och tjänstebostäder. Svabesholm har omkring 130 hektar åker och skog.
En del av ägorna bildar naturreservatet Svabesholm.